# Національна академія прокуратури України
Національна академія прокуратури України — колишня державна установа із спеціальним статусом, що здійснювала спеціальну підготовку кандидатів на посаду прокурора, підвищення кваліфікації прокурорів.
Ліквідована 2020 року.
На Національну академію прокуратури України не поширювалося законодавство про вищу освіту. Для забезпечення спеціальної підготовки кандидатів на посаду прокурора та підвищення кваліфікації прокурорів до Національної академії прокуратури України могли відряджатися прокурори. Організація підвищення кваліфікації прокурорів у Національній академії прокуратури України здійснювалася відповідно до Закону України «Про прокуратуру», наказів Генерального прокурора України та Положення про єдину систему підвищення кваліфікації прокурорів.
Навчання прокурорів у Національній академії прокуратури України проводилося стаціонарно та дистанційно не рідше одного разу на п'ять років. Національна академія прокуратури України була юридичною особою, що діяла на підставі законодавства України та статуту, який затверджувався Радою прокурорів України. 
Національна академія прокуратури України функціонувала при Генеральній прокуратурі України. Академія мала власні періодичні науково-теоретичні видання -  "Вісник Національної академії прокуратури України" та "Науковий Часопис Національної академії прокуратури України", які згідно з постановою Президії Вищої атестаційної комісії України визнано фаховими у галузі юридичних наук. Періодичність видання Наукового часопису Національної академії прокуратури України -  4 рази на рік, мова видання - українська, російська, англійська, вид видання - збірник. Періодичність видання Вісника Національної академії прокуратури України -  4 рази на рік, мова видання - українська, російська, англійська, вид видання - журнал.
Матеріально-технічна база закладу являла собою багатофункціональний комплекс сучасних споруд, загальна площа яких становить понад 14 тис. м2. Аудиторний фонд включав 5 лекційних зал, 20 навчальних аудиторій, з яких 11 обладнані наочними матеріалами та комп'ютерами, 3 комп'ютерні класи. Академія мала власні гуртожитки та їдальню, 2 спортивні зали.
Міжнародне співробітництво було одним із найважливіших напрямів роботи Національної академії прокуратури України. Було встановлено двосторонні відносини з Національною школою магістратури Французької Республіки, Судовою Академією Чеської Республіки, Вищою школою юстиції Республіки Грузія, Навчально-тренінговим центром для посадових осіб судів та прокуратури Республіки Польща, Академією Генеральної прокуратури Російської Федерації, Саратовською державною академією права Російської Федерації, Інститутом підвищення кваліфікації кадрів органів прокуратури, вивчення проблем законності та правопорядку при Генеральній прокуратурі Республіки Казахстан імені С. Ескараєва та ін.
Окружний адміністративний суд міста Києва відкрив провадження у справі за позовом до Офісу Генерального прокурора України щодо ліквідації Національної академії прокуратури України. За повідомленням пресслужби суду, позивач просив визнати протиправним та скасувати наказ Генерального прокурора Руслана Рябошапки від 5 березня 2020 року №129, яким було ліквідовано Національну академію прокуратури України. Серед інших вимог позову – скасувати накази Генпрокурора Руслана Рябошапки щодо деяких питань утворення Тренінгового центру прокурорів України та закріплення за ним державного майна.